# Градация
Градация е художествено средство в литературата, използвано основно в поезията, изградено върху изреждане на еднородни езикови части с цел да се разкрие повишаването или понижаването на чувството, емоцията. Или това са думи или словосъчетания, групиращи се в увеличаваща се или намаляваща се емоционална и смислова значимост; възходяща и низходяща.
Съобразно с гореказаното има два вида градация: възходяща (климакс) и низходяща (антиклимакс) – стилистическа и реторическа фигура за изразяване на впечатления от прояви или явления в една или друга посока; стилистически и реторически способности за засилване или отслабване на речевата експресия чрез взаимосвързани ситуации във възходяща или в низходяща степен.

## Пример за възходяща градация
- „Едно име ново, голямо, антично...

като Термопили славно, безгранично...“
(Иван Вазов, „Опълченците на Шипка“)

- „Хайдутин, майко, бунтовник,“

(Христо Ботев, „На прощаване“)
- „Нещо долу ври, кипи, беснува се, гърми..."

                                                                  
(Алеко Константинов, „До Чикаго и назад“)
- ... и студ, и мраз, и плач без надежда

навяват на теб скръб на сърцето.
(Христо Ботев, „Обесването на Васил Левски“)

## Пример за низходяща градация
- А тиранинът върлува

и безчести край наш роден
коли, беси, бие, псува
и глоби народ поробен. 
(Христо Ботев, „В механата“)